# Ле-Тійоль
Ле-Тійо́ль (фр. Le Tilleul) — муніципалітет у Франції, у регіоні Нормандія, департамент Приморська Сена. Населення — 676 осіб (01.01.2021).
Муніципалітет розташований на відстані близько 185 км на північний захід від Парижа, 70 км на захід від Руана.

## Назва
В перекладі з французької назва цього муніципалітету означає липу, або липовий цвіт.

## Історія
До 2015 року муніципалітет перебував у складі регіону Верхня Нормандія. Від 1 січня 2016 року належить до нового об'єднаного регіону Нормандія.

## Демографія
Динаміка населення (INSEE ):
Розподіл населення за віком та статтю (2006):
| Стать | Всього | До 15 років | 15-24 | 25-44 | 45-64 | 65-85 | Понад 85 |
| --- | ------ | ----------- | ----- | ----- | ----- | ----- | -------- |
| Чоловіки | 339    | 94          | 8     | 79    | 118   | 24    | 16       |
| Жінки | 348    | 86          | 20    | 95    | 103   | 36    | 8        |
| \| Статево-вікова піраміда \| Статево-вікова піраміда \| Статево-вікова піраміда \| \| ----------------------- \| ----------------------- \| ----------------------- \| \| Чоловіки \| Вік \| Жінки \| \| 16 \| 85 + \| 8 \| \| 4 \| 80-84 \| 8 \| \| 8 \| 75-79 \| 8 \| \| 4 \| 70-74 \| 12 \| \| 8 \| 65-69 \| 8 \| \| 35 \| 60-64 \| 16 \| \| 31 \| 55-59 \| 43 \| \| 24 \| 50-54 \| 28 \| \| 28 \| 45-49 \| 16 \| \| 16 \| 40-44 \| 24 \| \| 28 \| 35-39 \| 8 \| \| 31 \| 30-34 \| 39 \| \| 4 \| 25-29 \| 24 \| \| 4 \| 20-24 \| 4 \| \| 4 \| 15-20 \| 16 \| \| 12 \| 10-14 \| 12 \| \| 39 \| 5-9 \| 31 \| \| 43 \| 0-4 \| 43 \| |        |             |       |       |       |       |          |
| Статево-вікова піраміда |        |             |       |       |       |       |          |
| Чоловіки | Вік    | Жінки       |       |       |       |       |          |
| 16 | 85 +   | 8           |       |       |       |       |          |
| 4 | 80-84  | 8           |       |       |       |       |          |
| 8 | 75-79  | 8           |       |       |       |       |          |
| 4 | 70-74  | 12          |       |       |       |       |          |
| 8 | 65-69  | 8           |       |       |       |       |          |
| 35 | 60-64  | 16          |       |       |       |       |          |
| 31 | 55-59  | 43          |       |       |       |       |          |
| 24 | 50-54  | 28          |       |       |       |       |          |
| 28 | 45-49  | 16          |       |       |       |       |          |
| 16 | 40-44  | 24          |       |       |       |       |          |
| 28 | 35-39  | 8           |       |       |       |       |          |
| 31 | 30-34  | 39          |       |       |       |       |          |
| 4 | 25-29  | 24          |       |       |       |       |          |
| 4 | 20-24  | 4           |       |       |       |       |          |
| 4 | 15-20  | 16          |       |       |       |       |          |
| 12 | 10-14  | 12          |       |       |       |       |          |
| 39 | 5-9    | 31          |       |       |       |       |          |
| 43 | 0-4    | 43          |       |       |       |       |          |

## Економіка
2010 року серед 424 осіб працездатного віку (15—64 років) 299 були активними, 125 — неактивними (показник активності 70,5%, у 1999 році було 70,1%). З 299 активних мешканців працювало 277 осіб (146 чоловіків та 131 жінка), безробітними було 22 (9 чоловіків та 13 жінок). Серед 125 неактивних 26 осіб було учнями чи студентами, 77 — пенсіонерами, 22 були неактивними з інших причин.

У 2010 році в муніципалітеті числилось 269 оподаткованих домогосподарств, у яких проживали 700,5 особи, медіана доходів виносила 21 778 євро на одного особоспоживача

## Пам'ятки
- Церква Святого Мартена (фр. St. Martin), яка датована п'ятнадцятим століттям.
- Збудований у вісімнадцятому столітті замок «де Фрефосе» (фр. Fréfossé).
- Скелясте узбережжя та пляж, які у 2007р. слугували заднім планом для деяких сцен у кінострічці «Зникнення міста Довіль» (фр. La Disparue de Deauville), з Софі Марсо (фр. Sophie Marceau) у головній ролі.

### Галерея зображень

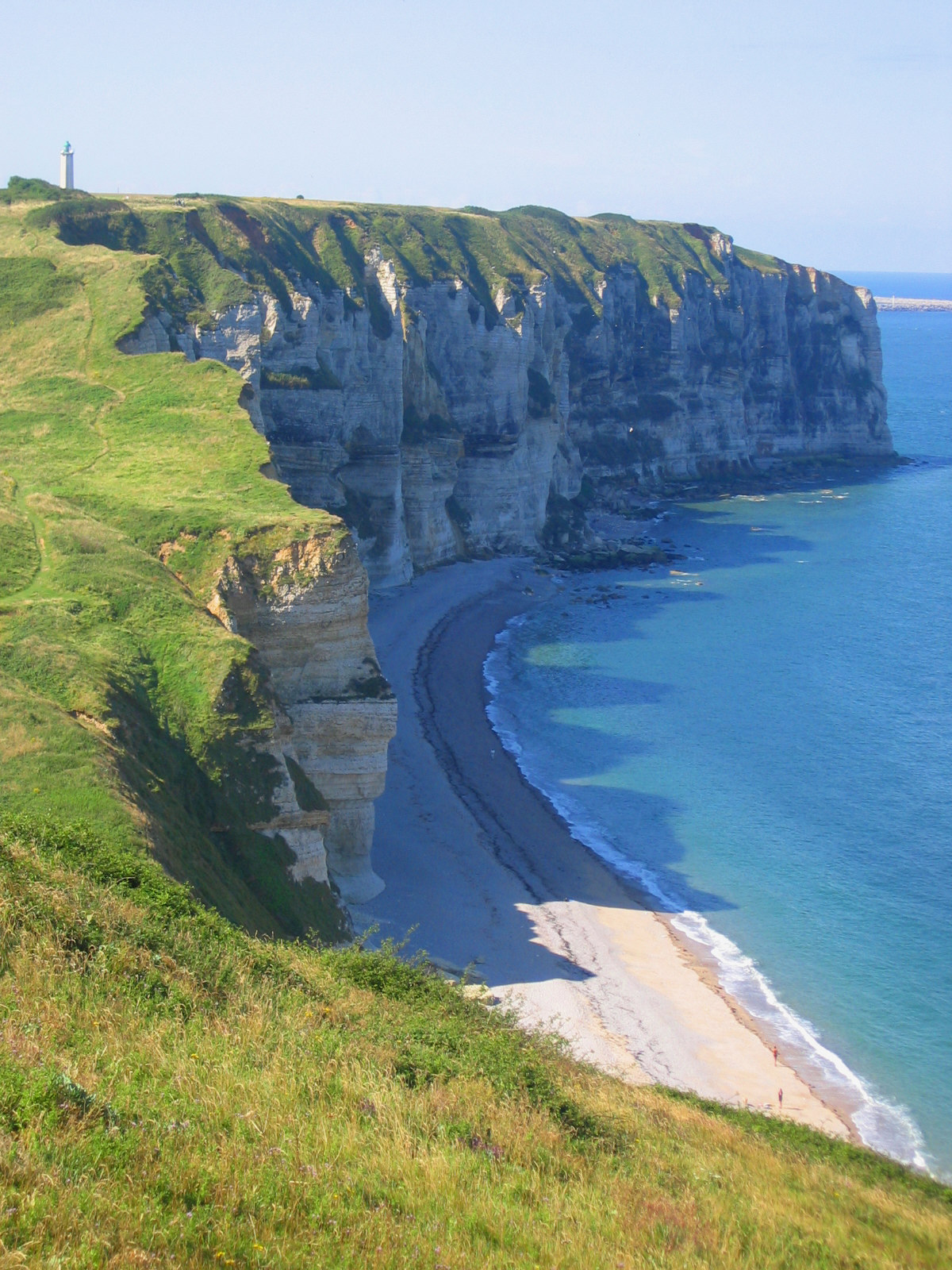
Вид на тійолський пляж, ділянка між Антіфе та Етретат
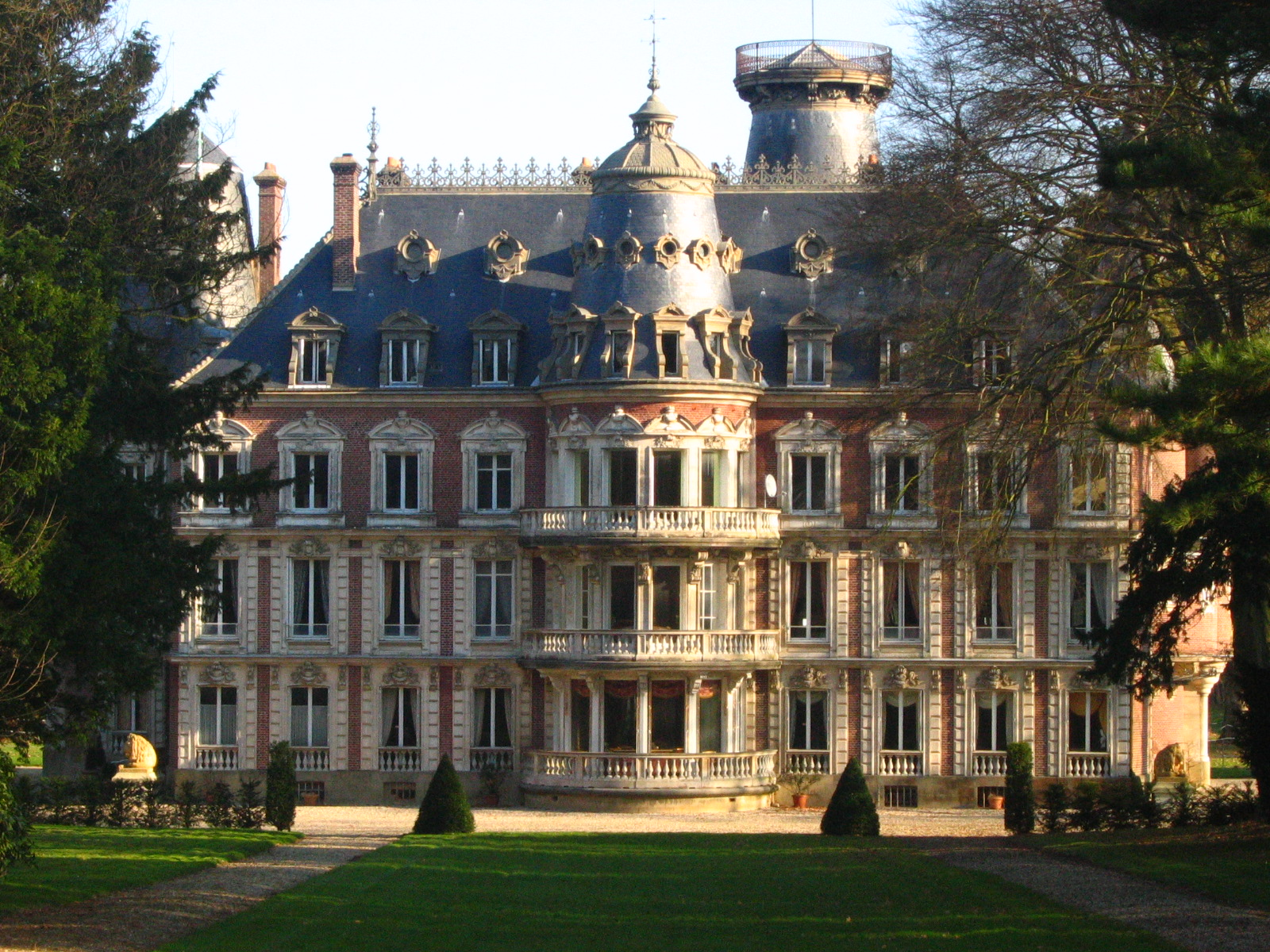
Замок де Фрефосе (фр. de Fréfossé)